# Rivière Rouge Est
Pour les articles homonymes, voir Rivière Rouge.
La rivière Rouge Est est un affluent de la rive est de la rivière Rouge. Ce ruisseau coule dans la municipalité de Château-Richer, dans la municipalité régionale de comté de La Jacques-Cartier, dans la région administrative de la Capitale-Nationale, dans la province de Québec, au Canada.
La partie supérieure de cette vallée forestière entourée de montagnes est desservie par une route forestière venant du sud. Tandis que la route de Saint-Achillée passe du côté nord de la partie inférieure. La sylviculture constitue la principale activité économique de cette vallée ; les activités récréotouristiques en second.
À cause de son altitude, la surface de la partie supérieure de la rivière Rouge Est est généralement gelée de la fin novembre jusqu'au début d'avril ; toutefois la circulation sécuritaire sur la glace se fait généralement de la mi-décembre à la fin de mars. Le niveau de l'eau de la rivière varie selon les saisons et les précipitations ; la crue printanière survient en mars ou avril.

## Géographie
La rivière Rouge Est prend sa source du Lac Grand (longueur : 3,0 km ; altitude : 565 m) enclavé entre les montagnes. L'embouchure de ce lac est située dans la municipalité de Château-Richer, à :
- 1,24 km à l'ouest d'un sommet du montagne atteignant 748 m ;
- 2,8 km au nord-ouest d'un sommet du montagne atteignant 664 m ;
- 12,4 km au nord-ouest de la rive nord-ouest du fleuve Saint-Laurent ;
- 2,6 km au sud-est de la confluence de la rivière Rouge Est et de la rivière Rouge (rivière Montmorency).

À partir de l'embouchure de ce lac de tête, la rivière Rouge Est descend sur 3,7 km, avec une dénivellation de 193 m selon les segments suivants :
- 0,4 km vers le sud, puis vers l'est en traversant en partie le Lac du Bord (longueur : 0,36 km ; altitude : 564 m), jusqu'à son embouchure ;
- 1,8 km vers le nord avec une dénivellation de 114 m, jusqu'à un coude de rivière, correspondant à la décharge d'un ruisseau (venant de l'est) ;
- 1,5 km vers l'ouest en zone forestière avec une dénivellation de 78 m, jusqu'à son embouchure[3].

La rivière Rouge Est se déverse sur la rive Est de la rivière Rouge. À partir de cette confluence de la rivière Rouge Est, le courant descend sur 0,6 km vers le nord-ouest en suivant le cours de la rivière Rouge, puis descend sur 34,7 km généralement vers le sud par le cours de la rivière Montmorency, jusqu'à la rive nord-ouest du fleuve Saint-Laurent.

## Toponymie
Les toponymes "rivière Rouge" et "rivière Rouge Est" sont liés.
Le toponyme "rivière Rouge Est" a été officialisé le 13 décembre 1996 à la Commission de toponymie du Québec.